# Martin Ohm
Martin Ohm, född den 6 maj 1792 i Erlangen, död den 1 april 1872 i Berlin, var en tysk matematiker, bror till Georg Ohm.
Ohm var professor i matematik vid universitetet i Berlin och utgav bland annat Versuch eines vollkommenen konsequenten systems der mathematik (9 band, 1828-52).